# Dominique Jakob

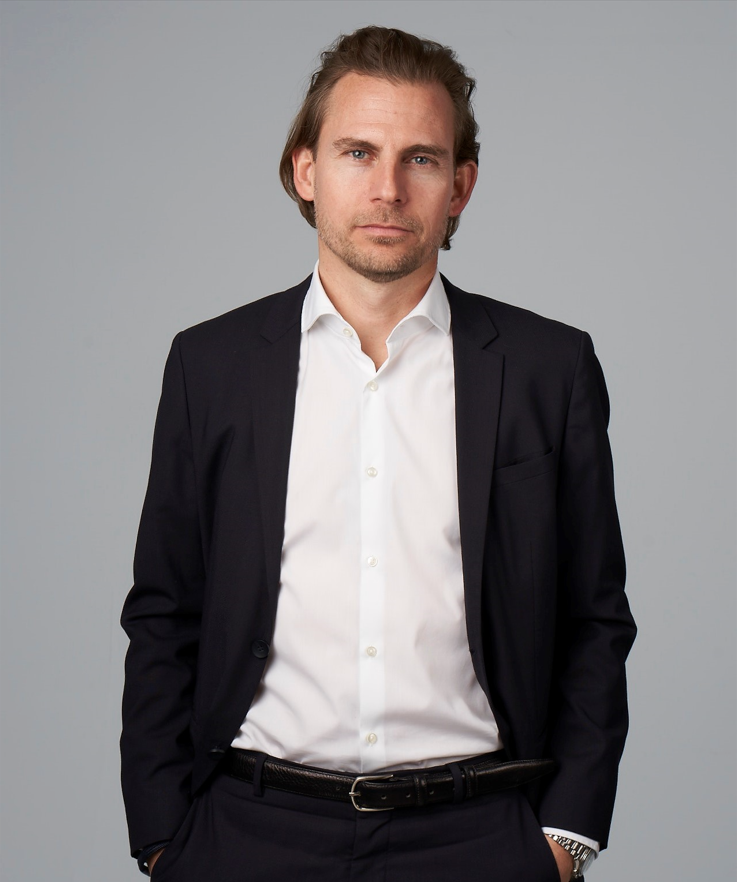
Dominique Jakob (2019)

Dominique Jakob (* 2. Juni 1971) ist ein deutscher und schweizerischer Jurist. Er ist Ordinarius für Privatrecht und Leiter des Zentrums für Stiftungsrecht an der Universität Zürich.

## Leben
Dominique Jakob, M.I.L. (Lund), studierte Rechtswissenschaften in Augsburg, München und Lund (Schweden). Er habilitierte sich mit der Schrift «Schutz der Stiftung – Die Stiftung und ihre Rechtsverhältnisse im Widerstreit der Interessen» und besitzt die Lehrbefugnis für die Fächer «Bürgerliches Recht, Internationales Privatrecht, Rechtsvergleichung, Zivilverfahrensrecht, Handels- und Wirtschaftsrecht sowie Steuerrecht». Seit 2007 ist er Inhaber eines Lehrstuhls für Privatrecht an der Universität Zürich, wo er 2008 das «Zentrum für Stiftungsrecht» sowie 2010 den «Zürcher Stiftungsrechtstag» ins Leben gerufen hat.
Jakobs Forschungs- und Beratungsschwerpunkte liegen im nationalen und internationalen Stiftungsrecht (mit einem Fokus auf schweizerische, liechtensteinische und deutsche Beziehungen) sowie in der (internationalen) Nachlassplanung und Vermögensgestaltung (unter Einbezug von Trusts). Er ist Verfasser zahlreicher Publikationen im In- und Ausland, Mitglied von Beiräten verschiedener Institutionen und Berater von Regierungen, Finanzinstituten, Unternehmen, Stiftungen, Vereinen, Privatpersonen und Familien. Er ist (u. a.) Mitglied der International Academy of Estate and Trust Law (TIAETL) und wird seit 2017 durch American Lawyer/Legal Week als Mitglied der «Private Client Global Elite» ausgezeichnet. Seit 2022 ist er Stiftungsrechtsdelegierter der Universitätsleitung der Universität Zürich.

## Schriften (Auswahl)
(Quelle:)
- Die Eintragung existierender Familienstiftungen, SJZ 2022, S. 736 ff. (mit C. Humbel)
- Der Vorentwurf für einen Schweizer Trust, Jusletter vom 8. August 2022 (mit M. Kalt)
- Swiss Foundation Law – Tightrope act between freedom and regulation, Trusts & Trustees, No. 5/2022 (mit L. Brugger)
- Die Eintragung existierender Familienstiftungen und die Änderungskompetenz des Stiftungsrats, npoR 3/2022, S. 119–122 (mit C. Humbel)
- Stiftungsartige Erscheinungsformen im Ausland, in: MüHBGesR V, 5. Aufl., München 2021
- Reformen im Stiftungsrecht – eine Agenda, Jusletter vom 20. April 2020
- The role of foundations in family governance, Trusts & Trustees 1/2020, S. 4 ff.
- Übergreifende Aufsicht für Non-Profit-Organisationen?, Referat zum 72. Deutschen Juristentag, München 2019, P19 ff.
- Internationales Stiftungsrecht, in: Richter (Hrsg.), Stiftungsrecht, München 2019
- Time to say goodbye – Die Auswanderung von Schweizer Familienstiftungen aus stiftungsrechtlicher und international-privatrechtlicher Perspektive, in: FS Schnyder, Zürich 2018, S. 171 ff.
- Kurzkommentar ZGB, 2. Aufl., Basel 2018 (Hrsg. mit A. Büchler, u. a. Kommentierung des Vereins- und Stiftungsrechts sowie von Teilen des Güter- und Erbrechts)
- Universum Stiftung, Basel 2017 (Hrsg.); §§ 80, 85 und 86 BGB (Stiftungsrecht), in: Beck’scher Online Grosskommentar ZivilR (mit M. Uhl [80] und P. Picht [85 und 86])
- Das Stiftungsrecht der Schweiz – Neue Wege zwischen Privatautonomie und Governance, in: Jung (Hrsg.), Stärkung des Stiftungswesens, Tübingen 2017
- Trusts in Switzerland: core implications for the Swiss estate planning environment, in: Kaplan/Hauser (Hrsg.), Trusts in Prime Jurisdictions, London 2016 (mit P. Picht)
- Will-Substitutes in Switzerland and Liechtenstein, in: Braun/Röthel (Hrsg.), Passing Wealth on Death, Oxford 2016
- Stiftung und Familie, Basel 2015 (Hrsg. und Autor)
- Der Stifterwille, Bern 2014 (Hrsg. mit L. v. Orelli und Autor)
- Ein Stiftungsbegriff für die Schweiz. Gutachten zum Schweizer Juristentag 2013, ZSR 132 (2013) II, S. 185–340
- Responsible Investments by Foundations from a  Legal Perspective, IJNL, Vol. 15, No. 1, 2013, S. 53–67 (mit P. Picht)
- Stiften und Gestalten, Basel 2012 (Hrsg. und Autor)
- Die liechtensteinische Stiftung, Schaan 2009
- Schutz der Stiftung, Tübingen 2006
- Verein – Stiftung – Trust. Entwicklungen, njus.ch, Bern (jährlich)
- Der Schweizer Stiftungsreport, Basel/Zürich (jährlich, mit B. Eckhardt und G. v. Schnurbein)
- Entwicklungen im Vereins- und Stiftungsrecht, SJZ (jährlich)